# خلقة العليا (نهم)

تعديل مصدري - تعديل

خلقة العليا هي إحدى قرى عزلة عيال صياد بمديرية نهم التابعة لمحافظة صنعاء، بلغ تعداد سكانها 1076 نسمة حسب تعداد اليمن لعام 2004.